# Producent gier komputerowych
Producent gier komputerowych – zespół zajmujący się tworzeniem gier komputerowych. Producent może działać na zlecenie przedsiębiorstwa wydającego grę lub działać samodzielnie jako niezależne studio. Spółki produkujące gry mogą tworzyć swe dzieła na różne platformy sprzętowe lub specjalizować się w produkcji na jedną platformę. Rzadziej natomiast określenie to jest stosowane do osoby kierującej produkcją danej gry.